# ادیک پطروسیان
ادیک پطروسیان (ارمنی: Էդիկ Պետրոսյան؛ انگلیسی: Edik Petrosian؛ متولد ۲۱ آذر ۱۳۱۴ - درگذشته ۲۸ اردیبهشت ۱۳۹۳) از پیشکسوتان اتومبیل‌رانی ایرانی ارمنی‌تبار و نخستین قهرمان «اتومبیل‌رانی ملی ایران» بود.

## زندگی‌نامه
ادیک پطروسیان در ۲۱ آذر ۱۳۱۴ (۱۳ دسامبر ۱۹۳۵) در محله دروازه دولت، تهران به دنیا آمد. پطروسیان در اولین دوره مسابقات اتومبیلرانی ملی ایران (فرودگاه قلعه مرغی تهران) در سال ۱۳۴۰ با خودروی «آلفا رومئو جولیتا ۱۳۰۰cc» به مقام قهرمانی رسید و از اینرو بعنوان اولین قهرمان اتومبیلرانی ملی ایران شناخته شد. اواخر عمر خویش را مدتی به نیت سالم زیستن در شمال ایران سپری کرد اما عمر او کفاف نداد و در ۲۸ اردیبهشت ۱۳۹۳ (۱۸ مه ۲۰۱۴) در سن ۷۹ سالگی در بندر انزلی درگذشت.
مراسم با شکوهی برای خاکسپاری وی با حضور قهرمانان اتومبیلرانی ایران و بخصوص گیلان برگزار گردید و در آرامستان تاریخی ارامنه بندرانزلی به خاک سپرده شد. مراسم یادبود وی روز شنبه ۴ خرداد ۱۳۹۳ در کلیسای مریم مقدس با حضور مدیران، مربیان و قهرمانان اتومبیلرانی و بسکتبال کشور در خیابان میرزا کوچک خان تهران برگزار گردید.
در اولین سالگرد درگذشت وی مسابقه اتومبیلرانی اسلالوم قهرمانی کشور جام ادیک پطروسیان با شرکت کنندگان متعددی از استان‌های ایران در منطقه آزاد انزلی توسط خانوادهٔ او برگزار شد که ضمناً بواسطهٔ آن رویداد بزرگ و همچنین با برپایی کمپ آماده‌سازی تیم اتومبیلرانی اسلالوم گیلان توسط فرزند دوم ادیک پطروسیان، تحول کمی و کیفی چشمگیری در مسابقات اسلالوم ایران و بخصوص گیلان ایجاد شد که امروزه استان گیلان جز صدرنشینان اکثر مسابقات اتومبیلرانی اسلالوم ایران در دو دسته بانوان و آقایان می‌باشد.
ادیک پطروسیان پایه‌گذار «مؤسسه تیونینگ و لیموزین سازی ادیک» نیز بود. پطروسیان بجز رشته اتومبیلرانی در رشته اسکی هم از اواخر دهه ۱۳۲۰ شمسی فعالیت داشت و در دوران سربازی عضو تیم اسکی ارتش بوده‌است و در رشته بولینگ نیز مهارت خاصی داشته و به اتفاق همسر خود افتخارات متعددی در کشورهای حاشیه خلیج فارس و ایران به دست آورده بود که او را در کشورهای عربی و منجمله کویت با لقب king of boaling (سلطان بولینگ) خطاب می‌نمودند.
ادیک پطروسیان دانش‌آموخته موسیقی در تهران و رشته نفت و گاز در انگلستان بود. فرزند ارشد وی آلک پطروسیان جز موفقترین مربیان ایرانی حال حاضر در بسکتبال آمریکا می‌باشد. او تنها مربی ایرانی است که تا به امروز سابقه مربیگری خصوصی بسکتبالیست‌های لیگ حرفه ای NBA را دارد.
ساشا ویاجیچ Sasha Vujačić از تیم لاس آنجلس لیکرز و صمد نیکخواه بهرامی ستاره بسکتبال ایران از جمله بازیکنان پرافتخاری اند که تمرینات آمادگی خود را با پطروسیان سپری می‌کنند.
فرزند دوم وی آلن پطروسیان آغازگر چند رشته ورزشی ماجراجویانه و در طبیعت ایران می‌باشد، از مروّجین کلان #ورزش_سبز (ورزش دوستدار فرهنگ و طبیعت) کشور بوده و پایه‌گذار #دوچرخه_سواری_همگانی ایران نیز بوده‌است. با تحولی که در همگانی شدن این رشته بواسطه برنامه‌ریزی و حمایت از انواع پویش‌های ترغیبی (منجمله ثبت پویش سه شنبه‌های بدون خودرو در وزارت ورزش و جوانان و اجرای پویش‌های هفتگی و مناسبتی) و سایر طرح‌ها و رویدادهای تشویقی، آموزشی و رقابتی دوچرخه سواری ایجاد کرد؛ از سوی وزارت ورزش و جوانان بعنوان سفیر دوچرخه سواری ایران معرفی و مسئولیت‌هایی نیز در همین بخش از ورزش کشور به او داده شد.
آلن پطروسیان با آنکه خود نیز طراح و مدرس طراحی وسایل نقلیه (اتومبیل، قایق و دوچرخه) می‌باشد و اموراتش با طراحی خودرو می‌گذشت، وقتی پدر خود که اولین قهرمان اتومبیلرانی ملی ایران بوده را به دلیل توسعه بی‌رویه زندگی شهری و خودرو پروری سالهای اخیر که موجب شیوع فجایع سلامت، طبیعت و اقتصادی جوامع و مخصوصاً ایران گردیده از دست داد، از سال ۱۳۹۳ راه زندگی خود را کاملاً تغییر داد، با خود عهد نمود سودای اتومبیل را ترک کند و تا پای جان به توسعه ورزشهای دوستدار فرهنگ و طبیعت زادگاهش منجمله ترویج دوچرخه سواری همگانی ایران و جهان بپردازد، تا از این طریق پدران، مادران، فرزندان و «منابع غنی طبیعی، فرهنگی و ورزشی» بیشتری در ایران و سیارهٔ رو به انقراض زمین از دست نروند.